# Luis Ernesto Sosa
Luis Ernesto Sosa Tieri (Montevideo, Uruguay, 19 de marzo de 1964) es un exfutbolista uruguayo nacionalizado argentino que jugaba de mediocampista ofensivo. La mayor parte de su carrera la realizó en Argentina, donde ha jugado en las 5 categorías del fútbol de ese país.

## Trayectoria
Su primer club fue Dock Sud, en el que jugó durante 3 años disputando la Primera D, Primera C y la Primera B Metropolitana.
Jugó 205 partidos en la Primera División de Argentina anotando en ellos 28 goles. De esos encuentros, un total de 166 los disputó con la camiseta de Belgrano, 36 con Huracán Corrientes (siendo la única temporada de este club en la máxima categoría), y 3 en Chaco For Ever, con el que había logrado el ascenso en 1989.
En la Primera B Nacional estuvo en cancha en 274 oportunidades, anotando en 51 ocasiones. De ese toral de partidos, 87 fueron jugando por Belgrano, 43 por Chacarita Juniors, 39 por Quilmes, 38 por Chaco For Ever, 35 por Huracán Corrientes, 19 por Estudiantes de La Plata y 13 por Racing de Córdoba, club en el que se retiró.
En el extranjero jugó para el Club Atlético Bucaramanga de Colombia, y el Firpo de El Salvador.
Es considerado una leyenda en Belgrano, siendo el cuarto con mayores presencias en el club con 252 partidos y el séptimo más goleador (34 anotaciones).

## Clubes
| Club                    | País        | Año         |
| ----------------------- | ----------- | ----------- |
| Dock Sud                | Argentina   | 1984 - 1986 |
| Chacarita Juniors       | Argentina   | 1986 - 1987 |
| Chaco For Ever          | Argentina   | 1988 - 1989 |
| Quilmes                 | Argentina   | 1989 - 1990 |
| Belgrano                | Argentina   | 1990 - 1992 |
| Firpo                   | El Salvador | 1992 - 1993 |
| Bucaramanga             | Colombia    | 1994        |
| Estudiantes de La Plata | Argentina   | 1994 - 1995 |
| Huracán Corrientes      | Argentina   | 1995 - 1996 |
| Belgrano                | Argentina   | 1997 - 2001 |
| Racing de Córdoba       | Argentina   | 2001 - 2002 |